# Камараса, Виктор
Виктор Камараса Феррандо (исп. Víctor Camarasa Ferrando; 28 мая 1994, Мельяна, Валенсия) — испанский футболист, полузащитник клуба «Реал Овьедо».

## Клубная карьера
Родившийся в валенсийском городке Мельяна Виктор Камараса начал заниматься футболом в детской школе футбольного клуба «Валенсия» в 2001 году, в возрасти 7 лет. После проведённых там 10 лет Камараса перешёл в молодёжную команду другого валенсийского клуба, «Леванте». Дебют его во взрослом футболе состоялся, когда он выступал за «Леванте Б» в Сегунде B в сезоне 2012/13.
7 декабря 2013 Камараса сыграл свой первый официальный матч за основную команду «Леванте», это был гостевая игра против «Рекреативо» в рамках первого матча 1/16 финала Кубка Испании 2013/14, которая завершилась поражением левантийцев (0:1). Через два дня Камараса подписал с клубом новый шестилетний контракт, а уже 17 декабря в ответном кубковом матче он забил свой первый гол за «Леванте», внеся тем самым свой вклад в разгром «Рекреативо» 4:0.
4 января 2014 года состоялся дебют Камарасы в матче Ла Лиги, когда он на 72-й минуте дерби против «Валенсии» заменил мозамбикского полузащитника Симау Жуниора, через минуту после выхода Камарасы на поле счёт стал окончательным: 2:0 в пользу «Валенсии». В июле 2014 года Камараса был включён в основную команду «Леванте», а новый главный тренер Мендилибар сделал его игроком стартового состава.
4 октября 2014 года Камараса забил свой первый гол в рамках Ла Лиги, его мяч стал вторым у «Леванте» в гостевом ничейном (3:3) поединке с «Эйбаром».
11 августа 2016 года вылетевший в Сегунду «Леванте» отдал игрока на год в аренду в «Алавес». В июне 2017 года Камараса перешёл в «Реал Бетис», подписав с клубом пятилетний контракт. Дебютировал в команде 20 августа в матче чемпионата против «Барселоны».